# 厄勒斯塔兹开发公司
厄勒斯塔兹开发公司（丹麥語：Ørestadsselskabet I/S）是丹麦哥本哈根一间主要經營都市更新的国营企业，1993年成立，2007年结业。主要项目包括位于哥本哈根南部的厄勒斯塔兹开发区建设及哥本哈根地铁。 结业后，哥本哈根地铁的所有权及运营权转移至哥本哈根地铁公司，都市更新的工程則转移至哥本哈根城市与港口发展公司。